# 1862 w muzyce
Wydarzenia muzyczne w 1862 roku.

## Wydarzenia
- 11 stycznia – w Théâtre des Bouffes-Parisiens miała miejsce premiera opery Monsieur et Madame Denis Jacques’a Offenbacha[1]
- 14 stycznia – w Paryżu odbyła się premiera La Demoiselle de Nanterre Jacques’a Offenbacha[1]
- 17 stycznia – w paryskiej Salle Pleyel miała miejsce premiera I Koncertu fortepianowego D-dur op.17 Camille’a Saint-Saëns[1]
- 28 stycznia – w wiedeńskiej Sophiensaal miała miejsce premiera walca „Die ersten Curen” op.261 Johanna Straussa (syna)[1]
- 29 stycznia – w wiedeńskiej Sophiensaal miała miejsce premiera walca „Concurrenzen” op.267 Johanna Straussa (syna)[1]
- 4 lutego – w wiedeńskiej Sophiensaal miała miejsce premiera walca „Colonnen” op.262 Johanna Straussa (syna)[1]
- 10 lutego – w wiedeńskiej Sophiensaal miała miejsce premiera walca „Motoren” op.265 Johanna Straussa (syna)[1]
- 23 lutego – w Wiener Musikverein miała miejsce premiera „Kwartetu smyczkowego” D.112 Franza Schuberta[1]
- 24 lutego – w wiedeńskiej Redoutensaal miała miejsce premiera „Studenten-Polka” op.263 Johanna Straussa (syna)[1]
- 26 lutego – w wiedeńskiej Dianabadsaal miała miejsce premiera „Lucifer-Polka” op.266 Johanna Straussa (syna)[1]
- 28 lutego – w paryskiej Salle Le Peletier miała miejsce premiera opery La reine de Saba Charles’a Gounoda[1]
- 3 marca – w wiedeńskiej Dianabadsaal miała miejsce premiera walca „Wiener Chronik” op.268 Johanna Straussa (syna)[1]
- 8 marca – w Pawłowsku odbyła się premiera „Un ballo in maschera” op.272 Johanna Straussa (syna)[1]
- 23 marca – w Paryżu odbyła się premiera opery Le voyage de MM. Dunanan père et fils Jacques’a Offenbacha[1]
- 1 maja – w Londynie odbyła się premiera „Fest-Ouvertüre im Marschstyl” Giacomo Meyerbeera[1]
- 24 maja – w londyńskim Her Majesty’s Theatre miała miejsce premiera „Inno delle nazioni” Giuseppe Verdiego[1]
- 11 lipca – w Bad Ems odbyła się premiera opery Bavard et Bavarde (później znanej jako Les bavards) Jacques’a Offenbacha[1]
- 9 sierpnia – w Baden-Baden odbyła się premiera opery Beatrycze i Benedykt Hectora Berlioza[1]
- 14 października – w Paryżu odbyła się premiera opery Jacqueline Jacques’a Offenbacha[1]
- 1 listopada – w Lipsku odbyła się premiera „Die Meistersinger” Richarda Wagnera[1]
- 9 listopada – w Bazylei odbyła się premiera „Nachtigallen schwingen lustig” op.6/6 Johannesa Brahmsa[1]
- 10 listopada – w Sankt Petersburgu odbyła się premiera opery Moc przeznaczenia Giuseppe Verdiego[1]
- 22 listopada – w wiedeńskim Sperl Ballroom miała miejsce premiera „Demolirer Polka” op.269 oraz walca „Carnevals-Botschafter” op.270 Johanna Straussa (syna)[1]
- 23 listopada – w wiedeńskiej Redoutensaal miała miejsce premiera „Bluette” op.271 Johanna Straussa (syna)[1]

## Urodzili się
- 15 stycznia – Loie Fuller, amerykańska tancerka (zm. 1928)
- 29 stycznia – Frederick Delius, angielski kompozytor muzyki klasycznej (zm. 1934)
- 30 stycznia – Walter Damrosch, amerykański dyrygent i kompozytor (zm. 1950)
- 13 lutego – Karel Weis, czeski kompozytor i muzykolog (zm. 1944)
- 17 lutego – Edward German, brytyjski kompozytor (zm. 1936)
- 12 marca – Hugo Hartmann, niemiecki organista, nauczyciel muzyki i kompozytor (zm. 1907)
- 2 maja – Maurice Emmanuel, francuski kompozytor i muzykolog (zm. 1938)
- 11 lipca – Liza Lehmann, angielska kompozytorka i śpiewaczka operowa (sopran) (zm. 1918)
- 7 sierpnia – Aleksander Orłowski, polski działacz plebiscytowy, dyrygent chórów, kompozytor i organizator życia muzycznego (zm. 1932)
- 22 sierpnia – Claude Debussy, francuski kompozytor, przedstawiciel impresjonizmu w muzyce (zm. 1918)
- 2 września – Alphons Diepenbrock, holenderski kompozytor (zm. 1921)
- 25 września – Léon Boëllmann, francuski organista i kompozytor (zm. 1897)
- 8 października – Emil von Sauer, niemiecki kompozytor, pianista i pedagog (zm. 1942)
- 10 października – Arthur De Greef, belgijski pianista i kompozytor (zm. 1940)
- 15 października – Conrad Ansorge, niemiecki pianista, kompozytor i pedagog (zm. 1930)
- 1 listopada – Johan Wagenaar, holenderski kompozytor, dyrygent, organista i pedagog (zm. 1941)
- 25 listopada – Ethelbert Nevin, amerykański pianista i kompozytor (zm. 1901)
- 9 grudnia – Karel Kovařovic, czeski kompozytor i dyrygent (zm. 1920)
- 17 grudnia – Moriz Rosenthal, polski pianista (zm. 1946)
- 20 grudnia – Juan Luria, polski śpiewak operowy (baryton) pochodzenia żydowskiego (zm. 1943)
- 24 grudnia – Meliton Balancziwadze, gruziński kompozytor (zm. 1937)

## Zmarli
- 7 lutego – František Škroup, czeski kompozytor, kapelmistrz teatru w Pradze i Rotterdamie (ur. 1801)
- 16 lutego – Leopold Schefer, niemiecki pisarz, poeta i kompozytor (ur. 1784)
- 17 marca – Jacques Fromental Halévy, francuski kompozytor operowy, pedagog (ur. 1799)
- 3 kwietnia – Henryk Krzysztof Rudert, polski lutnik, muzyk, kompozytor (ur. 1811)
- 13 kwietnia – Kazimierz Baranowski, polski skrzypek, koncertmistrz Opery w Warszawie (ur. 1819)
- 24 kwietnia – Geltrude Righetti-Giorgi, włoska śpiewaczka operowa (kontralt) (ur. 1789)
- 25 maja – Johann Nepomuk Nestroy, austriacki aktor, pisarz i śpiewak operowy (ur. 1801)
- 29 maja – Franciszek Mirecki, polski kompozytor i pedagog (ur. 1791)
- 17 listopada – Aleksiej Wierstowski, rosyjski kompozytor (ur. 1799)
- 25 grudnia – Adolph Kullak, niemiecki pedagog muzyczny (ur. 1823)